# Kibera Kid
Kibera Kid es un cortometraje del año 2006, rodado en Kibera (Kenia.

## Sinopsis
Otieno, un huérfano de doce años, vive en las calles de Kibera (Kenia), uno de los mayores barrios de chabolas de África. Vive con los Razors, una banda de ladronzuelos. Tras un robo que sale mal, se ve forzado a escoger entre salvar la vida de un hombre inocente y los Razors, la única familia que tiene.

## Premios
- Kenia IFF
- Lola Kenia
- Angelus
- Hampton
- Real to Reel
- Danville Children’s FF
- Student Emmy 2007